# Santa Fe de Antioquia
Santa Fe de Antioquia − miasto w Kolumbii, w departamencie Antioquia. W 2002 roku liczyło 22 764 mieszkańców. Siedziba rzymskokatolickiej archidiecezji.

## Miasta partnerskie
- Kadyks, Hiszpania
- Santa Cruz de Mompox, Kolumbia
- Trujillo, Hiszpania